# 登記名義人の氏名若しくは名称又は住所についての変更の登記又は更正の登記
登記名義人の氏名若しくは名称又は住所についての変更の登記又は更正の登記
（とうきめいぎにんのしめいもしくはめいしょうまたはじゅうしょについてのへんこうのとうきまたはこうせいのとうき）は、日本における不動産登記の態様の1つであり、登記記録に記録又は登記簿に記載された、権利に関する登記の現在の名義人の氏名・名称・住所について変更があった場合になされる登記である（不動産登記法64条1項）。
本稿では、登記名義人の氏名若しくは名称又は住所を更正する登記についても述べる。登記名義人の氏名若しくは名称又は住所に関する変更登記と更正登記は類似点が多く、特に更正登記と区別する旨の記載がなければ、変更登記に関する記述であっても更正登記を含む。

## 略語について
説明の便宜上、次のとおり略語を用いる。
法
不動産登記法（平成16年6月18日法律第123号）
令
不動産登記令（平成16年12月1日政令第379号）
規則
不動産登記規則（平成17年2月18日法務省令第18号）
記録例
不動産登記記録例（2009年（平成21年）2月20日民二500号通達）
登記名義人表示変更登記
登記名義人の氏名若しくは名称又は住所についての変更の登記又は更正の登記

## 概要

### 趣旨
不動産登記の目的は、不動産の現況と権利を公示して取引の安全を保護することにある（法1条参照）から、登記名義人の表示が現実と一致しないことは好ましくない。現実と公示を一致させる手続きが登記名義人表示変更登記である。
一方、登記名義人そのものを変更する場合、移転登記をするべきであり、登記名義人表示変更登記をすることはできない。登記名義人そのものに誤りがある場合、更正登記によるか、抹消登記の後に設定登記・所有権保存登記・所有権移転登記のいずれかをする方法によるべきである（1955年（昭和30年）8月5日民甲1652号回答参照）。また、担保物権の債務者は登記名義人ではなく登記事項である（法83条1項2号）から、その表示に変更又は更正が生じた場合は担保物権の変更登記又は更正登記をするべきである。
登記名義人表示変更登記は現状の公示に重点がおかれ、権利変動の過程を公示することは重視されていないから、一定の場合において中間省略登記・登記名義人表示変更登記そのものの省略・同一の申請情報による申請（以下「一括申請」という）が認められている。
なお、変更と更正の違いは、表示と現実の不一致が、現在の登記名義人が登記名義を得ることとなった登記の前後どちらで発生したかによる。登記後に不一致が生じていれば変更登記で、登記前に不一致が生じていれば更正登記による。

### 中間省略登記
例えば、登記記録（登記簿を含む。以下同じ。）上の住所がA地である場合において、住所をA地からB地、B地からC地へ移転した場合、住所をA地からC地に変更する登記を申請することができる（1957年（昭和32年）3月22日民甲423号通達第3・第4）。ただし、住所をB地に変更する登記をすることはできない（登記研究440-81頁）。登記申請情報の記載及び添付情報については後述。いわゆる中間省略登記が実務において認められている例の1つである。
一方、不動産の登記記録上の所有者がDである場合において、所有権がDからE、EからFへと移転した場合、DからFへの所有権移転登記をすることはできない（1900年（明治33年）11月14日民刑電報回答）。ただし、確定判決によるときはすることができる場合がある（1960年（昭和35年）7月12日民甲1580号回答）。
なお、数回住所を移転した結果登記記録上の住所に戻った場合、登記名義人表示変更登記を申請する必要はない（登記研究379-91頁）。また、同姓の者と婚姻をして相手方の氏を称することとした場合（登記研究392-108頁）や、婚氏続称（登記研究459-99頁）により、登記記録上の表示と現実に差異を生じないときは、登記名義人表示変更登記を申請する必要はない。

### 登記の省略
所有権以外の権利の抹消登記を申請する場合において、当該権利の登記名義人（登記義務者）の表示に変更が生じているときは、その変更を証する情報を添付すれば、表示変更の登記を省略して、直ちに抹消登記を申請することができる（1956年（昭和31年）10月17日民甲2370号通達）。この場合において、所有権に関する仮登記は所有権以外の権利に関する登記とする扱いである（1957年（昭和32年）6月28日民甲1249号回答）。所有権を目的とする買戻権についても同様である（登記研究460-105頁）。
また、相続登記を申請するときで、被相続人の表示に変更が生じているときは、その変更を証する情報を添付すれば、表示変更の登記を省略して、直ちに相続登記を申請することができる（登記研究133-46頁）。更に、地役権設定登記を申請するときで、要役地の所有権の登記名義人の表示に変更が生じているときは、その変更を証する情報を添付すれば、表示変更の登記を省略して、直ちに地役権設定登記を申請することができる（登記研究393-86頁）。
従って、以下のときには省略は認められない。
- 移転登記を申請する場合において、登記義務者の表示に変更が生じているとき（1968年（昭和43年）5月7日民甲1260号回答、登記研究611-171頁）
- 所有権移転登記を抹消する登記（所有権抹消登記）を申請する場合において、登記義務者の表示に変更が生じているとき（登記研究546-152頁参照）
- 抹消登記を申請する場合において、登記権利者の表示に変更が生じている場合（登記研究355-90頁参照）
- 仮登記に基づく本登記を申請する場合において、登記義務者の表示に変更が生じているとき（1963年（昭和38年）12月27日民甲3315号通達）
- 所有権以外の権利の抹消登記を申請する場合において、登記義務者に相続又は合併が生じた後に当該権利が消滅したとき（1957年（昭和32年）12月27日民甲2440号回答参照）
- 抵当権の順位変更登記を申請する場合において、登記名義人たる会社の表示に変更が生じているとき（登記研究670-199頁）

判決に新旧住所が併記されているときは、名変をしないで、登記簿上の住所を記載すれば足りる。登記研究427-102 
は失効している。 
登記研究429-120・476-140で併記されていても名変は省略できない。

### 一括申請
同一の登記所の管轄に属する1又は2以上の不動産について申請する複数の登記が、いずれも同一の登記名義人の表示の変更又は更正であるときは、一括申請をすることができる（令4条、規則35条8号）。
従って、登記の目的又は登記原因が異なる場合でも、一括申請をすることができる（規則35条9号参照）。

## 登記申請情報（一部）
胎児名義で登記がされている場合において、当該胎児が出生した場合については胎児#胎児と法律#日本における胎児を、ある者が相続人なくして死亡したときに、名義を相続財産法人とする場合（民法951条）については共有#前提の登記を参照。

### 登記の目的（令3条5号）
「2番所有権登記名義人氏名変更」や「1番抵当権登記名義人住所更正」のように記載する。不動産の所有権が共有あるいは所有権以外の権利が準共有の場合でも同様である。以下においては原則として順位番号等を省略して説明する。
複数の登記を一括申請する場合、例えば「住所、氏名変更」（記録例601）や「住所、氏名変更、更正」（記録例607）のように記載する。また、同一の権利について複数回に分けて権利を取得した後住所を移転した場合、例えば「2番、3番、5番登記名義人住所変更」のように記載する（登記研究525-211頁）。
会社が商号を変更した場合や会社以外の法人が名称を変更した場合は「名称変更」とする（記録例605参照）。また、特例有限会社が株式会社へ移行（会社法の施行に伴う関係法律の整備等に関する法律45条1項）した場合も「名称変更」とする（2006年（平成18年）3月29日民二755号通達第3参照）。
会社が本店を移転した場合や会社以外の法人が主たる事務所を移転した場合は「住所変更」とする（記録例605参照）。
（根）抵当権の取扱店を変更したり追加した場合、例えば「2番抵当権変更」のように記載する（記録例414）。

### 登記原因及びその日付（令3条6号）
「平成何年何月何日住所移転」（記録例600）や「平成何年何月何日氏名変更」（記録例599）のように記載する。なお、複数の原因に基づく登記を一括申請する場合、登記原因は一括して記載せずに、分けて記載するのが登記実務である（登記研究547-146頁参照）。以下、原因と日付は個別に説明する。
なお、分けて記載する場合の例は、以下のとおりである（記録例601）。

### 登記原因
具体例は以下のとおりである。
- 自然人が婚姻・離婚・養子縁組・離縁等により氏を変更する場合、プライバシー保護の観点から、いずれの場合でも「氏名変更」でよい（1979年（昭和54年）9月4日民三4503号通知1-5）。同様に、帰化による場合、「氏名変更」とする（登記研究501-154頁）。
- 会社が商号を変更した場合は「商号変更」（記録例605）と、会社以外の法人が名称を変更した場合は「名称変更」とする。なお、特例有限会社が株式会社へ移行した場合、「商号変更」とする（2006年（平成18年）3月29日民二755号通達第3参照）。
- 自然人が住所を移転した場合、「住所移転」とする（記録例600）。住居表示実施（住居表示に関する法律3条1項及び2項又は4条）の場合は「住居表示実施」（記録例604）と、町名や地番が変更となった場合は「町名変更」や「地番変更」とする（登記研究561-151頁、記録例603）。なお、市町村合併等により行政区画又はその名称もしくは字又はその名称のみが変更になった場合、登記を申請する必要はない（規則92条1項・1956年（昭和31年）12月14日民三1421号回答参照）。
- 会社が本店を移転した場合は「本店移転」（記録例605）と、法人が主たる事務所を移転した場合は「主たる事務所移転」とする。組織変更をした場合は「組織変更」とする（登記研究160-47頁）。
- （根）抵当権の取扱店の変更や追加をした場合、登記原因を記載する必要はない（1961年（昭和36年）11月30日民甲2983号通達参照、記録例414）。
- 更正登記の場合は「錯誤」又は「遺漏」とする（記録例608等）。

### 原因の日付
原則として登記の原因の効力発生日である。必ずしも届出又は登記をした日とは限らない。具体例は以下のとおりである。
- 住所移転の場合、現実に住所を移転した日（住民基本台帳法22条1項3号・23条3号参照）
- 婚姻又は養子縁組の場合、その届出の日（民法739条1項、799条）
- 協議による離婚又は協議による離縁の場合、その届出の日（民法764条、812条）
- 裁判による離婚又は裁判による離縁の場合、判決確定の日（民法771条は764条を不準用）
- 帰化による場合、その届出の日（登記研究501-154頁）
- 法人の表示変更の場合、原則として法人が効力が発生すると定めた日（会社法908条1項参照）
- 住居表示実施の場合、住民票の写し等や法人の登記事項証明書等に記載された、住居表示実施の日
- 町名変更の場合、市町村の議会が定めた日（地方自治法260条1項）
- 地番変更の場合、登記官が地番変更の処分をした日（書式解説-1069頁）
- 更正登記の場合は日付を記載する必要はない（記録例608等）。
- （根）抵当権の取扱店の変更や追加をした場合や更正登記の場合、日付を記載する必要はない（記録例414）。

なお、法人の表示変更の場合、主務官庁の認可が効力発生の要件となっている場合がある（登記研究14-30頁）。
中間省略登記の場合、原因が同じであれば、最後の日付を記載すればよい（1957年（昭和32年）3月22日民甲423号通達第3）。

### 変更・更正後の事項（不動産登記令別表23項申請情報）
「変更後の事項 住所 何市何町何番地」（記録例600参照）や「更正後の事項 氏名 B」（記録例608参照）のように記載する。「変更後の事項 申請人肩書住所のとおり」とすることはできない（登記研究243-74頁）。
不動産の所有権が共有又は所有権以外の権利が準共有の場合、「変更後の事項 共有者Cの住所 何市何町何番地」のように記載する（記録例609参照）。
複数の原因に基づく登記を一括申請する場合、変更・更正後の事項は一括して記載せずに、分けて記載するのが登記実務である。この場合の具体例以下のとおりである。

### 登記申請人（令3条1号）
現在の登記名義人による単独申請である（法64条1項）。既に登記名義人でなくなった者が、その表示の変更登記を申請することはできない（登記研究346-91頁）。この場合、変更を証する情報を添付すればよい。一方、破産管財人が破産者の不動産を任意売却する場合において、当該破産者の表示に変更が生じているときは、破産管財人は登記名義人の表示変更登記を申請することができる（登記研究454-133頁）。
なお、法人が申請人となる場合、以下の事項も記載しなければならない。
- 原則として申請人たる法人の代表者の氏名（令3条2号）
- 支配人が申請をするときは支配人の氏名（一発即答14頁）
- 持分会社が申請人となる場合で当該会社の代表者が法人であるときは、当該法人の商号又は名称及びその職務を行うべき者の氏名（2006年（平成18年）3月29日民二755号通達4）。

### 添付情報（規則34条1項6号、一部）
登記原因証明情報（法61条、令別表23項添付情報）である。単独申請であるので、登記識別情報を提供する必要はない（法22条本文参照）。また、書面申請の場合でも印鑑証明書の添付は不要である（令16条2項・規則48条1項5号、令18条2項・規則49条2項4号及び規則48条1項5号）。
なお、法人が申請人となる場合は代表者資格証明情報（令7条1項1号）も原則として添付しなければならない。ただし、登記原因証明情報が代表者資格証明情報を兼ねる場合があり、その場合は添付する必要はない。
登記原因証明情報の具体例は、以下のとおりである。いずれも変更の記載がなければならない。
- 自然人の住所移転の場合、住民票の写し等（登記研究86-40頁）
  - 更正登記の場合には登記記録上の住所に居住していないことを証する情報も必要となる場合がある（登記研究428-135頁）
  - 他の不動産において登記名義人表示変更登記をした記載のある登記事項証明書は不可（登記研究476-141頁）
- 自然人の氏名変更の場合、戸籍謄本等（確定判決の正本や調停調書は該当しない）
  - 婚姻又は離婚を原因とする場合、住民票の写しも必要である（登記研究490-146頁）
    - ただし、住民票の記載により変更事項が明らかである場合は、戸籍謄本等の添付は不要である（1965年（昭和40年）9月24日民甲2824号回答）
- 会社等の本店移転等や商号変更等の場合、登記事項証明書（書式解説-1059頁）

なお、中間省略登記の場合、すべての変更を証するものでなければならない（登記研究470-98頁）。従って、住所を数回移転した場合、複数の情報が必要となる場合がある。
また、法人により申請を受ける登記所が、代表者の氏名及び住所を含む、当該法人の登記を受けた登記所と同一であり、法務大臣が指定した登記所以外のものである場合には代表者資格証明情報の添付を省略できる（不動産登記規則36条1項1号）が、登記原因証明情報についてはそのような規定は存在しないが援用することは可能である。

### 登録免許税（規則189条1項前段）
原則として不動産1個につき1,000円である（登録免許税法別表第1-1(14)）。ただし、住居表示実施（住居表示に関する法律3条1項及び2項又は4条）の場合や、市町村合併等による行政区画・郡・区・市町村内の町・字又はそれらの名称の変更の場合、及びその変更に伴う地番の変更の場合、登録免許税は課されない（登録免許税法5条4号・5号）。ただし、当該場合に該当することを証する情報を添付しなければならない（登録免許税法5条柱書、登録免許税法施行規則1条）。これは自然人についての取り扱いであり、法人が当該事由により住所変更登記を申請する場合、住居表示実施により本店又は主たる事務所を変更する旨の登記事項証明書を添付すれば、登録免許税法施行規則1条の証明書の添付は不要である（1963年（昭和38年）9月13日民甲2608号通達参照）。なお、登録免許税の免除を受けるためには、登録免許税額に代えて免除の根拠となる法令条項を申請情報の内容としなければならない（不動産登記規則189条2項）。 
複数の原因に基づく登記を一括申請する場合、共通点のある原因に基づく登記は1つとして扱われる。具体例は以下のとおりである。なお、不動産の個数は1個として計算している。
- 複数回住所移転をした住所変更登記の場合、1,000円（1957年（昭和32年）3月22日民甲423号通達第3・第4）
- 住所変更登記と住所更正登記の場合、1,000円（1967年（昭和42年）7月26日民三794号依命通知第1-4イ）
- 氏名変更登記と氏名更正登記の場合、1,000円
- 住所変更登記と氏名変更登記の場合、1,000円（1967年（昭和42年）7月22日民甲2121号通達第1-1(3)2、登録免許税法18条参照）
- 住所更正登記と氏名更正登記の場合、1,000円
- 住所変更登記と氏名更正登記の場合、2,000円（1967年（昭和42年）7月26日民三794号依命通知第1-4イ）
- 住所更正登記と氏名変更登記の場合、2,000円
- 同一の権利について複数回に分けて権利を取得した後住所を移転した場合、1,000円（1967年（昭和42年）7月26日民三794号依命通知第1-4ロ）

なお、住所移転の後に住居表示実施・町名変更・地番変更（以下住居表示実施等という）があった場合の住所変更登記については、登録免許税は課されない（1965年（昭和40年）10月11日民甲2915号回答参照）。一方、住居表示実施等の後に住所を移転した場合の住所変更登記や、住居表示実施等に基づく住所変更登記と氏名変更登記を申請する場合は、不動産1個につき1,000円が課される（登記研究452-116頁）。
また、住所移転後に行政区画のみの変更があった場合についても、不動産1個につき1,000円が課される（1973年（昭和48年）11月1日民三8187号回答）。
※：行政区画変更についての注意事項
新不動産登記法においては旧法59条にあった行政区画変更によるみなし規定が廃止されたため、住居表示実施等と同様に、登録免許税が課されなくなった。
なお、この見解についての先例通達質疑応答は公表されておらず、民事局での見解として各登記所へ通知のみされている。
現時点では公表文献がないため、注意を要する事項である。

## 登記の実行
登記名義人表示変更・更正登記は付記登記で実行される（規則3条1号）。また、登記官は、変更・更正の登記をするときは、変更前又は更正前の事項を抹消する記号を記録しなければならない（規則150条）。
なお、地籍調査により地番を変更する処理をした場合、登記名義人表示変更登記は登記官の職権でされる（国土調査法による不動産登記に関する政令1条1項3号）。この場合、登記原因及びその日付は、登記官が土地の表題部の地番の変更の登記をした日を日付として、「原因 平成何年何月何日地番変更」のように記録される（記録例614）。この場合、国土調査の成果により登記した旨をも記録される（同令1条2項、記録例614）。